# Spathiphyllum solomonense
Spathiphyllum solomonense är en kallaväxtart som beskrevs av Dan Henry Nicolson. Spathiphyllum solomonense ingår i släktet Spathiphyllum och familjen kallaväxter. Inga underarter finns listade.